# Heinrich Glarean
Heinrich Glarean (Mollis, Glarus, 28 de fevereiro de 1488 — Freiburg im Breisgau, 27 de março de 1563), de seu nome de nascimento Heinrich Loriti, também grafado Loritis, Loritti ou Loretti, mas também conhecido pelas formas latinizadas de Henricus Glareanus ou Glareano (por ser natural do cantão de Glarus), foi um teórico da música, poeta e humanista.

## Biografia
O nome latinizado Henricus Glareanus que adoptou na publicação da maioria das suas obras é uma referência ao seu cantão natal, o cantão de Glarus na região central da Suíça.
Após ter concluído os seus estudos básicos em Berna, que complementou sob a direcção de Michael Rubellus em Rottweil, estudou inicialmente música em Viena e depois com Matthias Aquensis em Köln (Colónia). Matriculou-se na Universidade de Colónia, onde cursou teologia, filosofia e música, obtendo em 1512 o grau de magister. Enquanto estudante naquela universidade escreveu o seu conhecido poema de homenagem ao imperador Maximiliano I de Habsburgo, que lhe valeu em 1512 ser por aquele imperador coroado poeta laureatus.
Após se ter aliado a Johannes Reuchlin na disputa contra os Dominicanos de Colónia, mudou-se em 1514 para Basileia, cidade onde estabeleceu uma frutífera colaboração com os impressores Johann Froben e Heinrich Petri e com os estudiosos como Erasmo de Roterdão e Oswald Myconius. Naquela cidade trabalhou até 1529 como regente de uma Burse (uma espécie de república estudantil) que alojava estudantes e os apoiava nos estudos. Durante esse período visitou Pavia (1515) e Paris (1517 e 1522).
Aegidius Tschudi foi seu aluno em Basileia (1516), estabelecendo uma amizade entre ambos que perduraria toda a vida. Também em Basileia encontrou o teólogo e filósofo Erasmo de Roterdão, com quem também manteria amizade e colaboração durante toda a sua vida.
Tal como aconteceu com Erasmo de Roterdão, discordou da eliminação da aprendizagem das questões religiosas do programa dos estudos clássicos ministrados nas universidades das regiões que aderiram à Reforma, o que o perturbou ao ponto de se tornar cada vez mais contrário à Reforma por causa de escrúpulos eruditos.
Em 1529 tornou-se professor de arte poética e mudou-se para Freiburg im Breisgau (Friburgo), em cuja Universidade ensinou poética, história e geografia até se aposentar em 1560.
Em 1516 fez a sua primeira publicação sobre música, um modesto livro intitulado Isagoge in musicen, no qual analisa os elementos básicos da música, numa obra de carácter didáctico, provavelmente escrita com fins docentes.
A sua obra mais famosa é o livro Dodekachordon, publicado em Basileia em 1547, um dos tratados musicais renascentistas mais famosos e influentes. Aborda temas de teoria da música, filosofia e biografias, para além de incluir mais de 120 composições de autores como Josquin des Prés, Johannes Ockeghem, Jacob Obrecht e Heinrich Isaac, entre outros.
Organizado em três partes, a obra inicia-se com um estudo biográfico sobre Boécio, um autor do século VI que deixou uma extensa obra conhecida sobre música. Inclui ainda um estudo em que traça as origens, a evolução e o uso dos modos musicais em cantochão (por exemplo o canto gregoriano) e monofonia. A obra encerra com um alargado estudo do uso dos  modos musicais em polifonia.
O aspecto mais significativo do Dodekachordon (literalmente, "instrumento-de-12-cordas") é a proposta da existência de 12 modos, e não os 8 como havia desde há muito sido assumido e aceite pelos teóricos da música, entre os quais o teórico Pietro Aron, contemporâneo de Glareanus. Os quatro modos adicionais incluíam formas autênticas e plagais do modo eólio (modos 9 e 10) e do modo jónio (modos 11 e 12), os modos equivalentes às escalas maiores e menores, respectivamente. Glareano vai ao ponto de afirmar que o modo jónio era o mais frequentemente utilizado pelos compositores do seu tempo.
A influência do seu trabalho foi imensa. Muitos teóricos posteriores, incluindo Gioseffo Zarlino, aceitaram a existência de 12 modos, e apesar da distinção entre formas autênticas e plagais já não terem interesse contemporâneo (reduzindo o número de formas de 12 para 6), a explicação de Glareano para a existência de modos musicais permanece válida na actualidade. Essa extensão do sistema de modos medievais autênticos em torno do modo jónio e do modo eólio foi a contribuição mais importante de Glareano para o desenvolvimento da teoria musical, já que foi a partir desse alargamento que mais tarde se desenvolveram os modos maior e menor, que ainda dominam a música ocidental da actualidade.

## Obras publicadas
Entre as suas obras contam-se as seguintes:
- De geographia liber, Basilea, 1527
- Isagoge in musicen, Basilea, 1516
- Dodekachordon, Basilea, 1547 (identifica 12 tons)
  - Übersetzt von Peter Bohn (= Publikation älterer praktischer und theoretischer Musikwerke 16). Leipzig 1888
- Edições de Tito Lívio e Boëthius
- Helvetiae descriptio, Basilea, 1515
- Duo elegiarum libri ad Uldericum Zinlium Doggium, Basilea, 1516, dedicado ad Matthiam Aquanum philosophum et theologum Agrippinensem